# Stephen V. Harkness
Stephen Vanderburgh Harkness (ur. 18 listopada 1818 w Fayette, zm. 6 marca 1888 w Punta Gorda) – amerykański biznesmen z Cleveland, współzałożyciel Standard Oil Company (wraz z Johnem D. Rockefellerem), do swojej śmierci dyrektor tego przedsiębiorstwa.

## Życiorys

### Wczesne życie
Jego ojcem był David M. Harkness, matką Martha Cook. Matka zmarła, zanim skończył dwa lata, i David przeniósł się z rodziną do miejscowości Milan w północno-wschodniej części stanu Ohio, gdzie poślubił Elizabeth Ann Caldwell Morrison, z którą miał syna, Daniela. Gdy David zmarł w 1825, Elizabeth wraz z rodziną powróciła do stanu Nowy Jork i osiadła w hrabstwie Seneca, gdzie poślubiła Isaaca Flaglera, prezbiterianina z Milton, i miała z nim syna Henry’ego Flaglera.

### Kariera
W wieku 21 lat, po zakończeniu praktyk w zawodzie rymarza, Stephen Harkness przeprowadził się do Bellevue w stanie Ohio ze swoim wujem Lamonem. Stephen pracował jakiś czas jako rymarz, ale w 1855 założył destylarnię w Monroeville w stanie Ohio, która okazała się sukcesem. W 1864 Stephen Harkness utworzył spółkę z Wm. Halsey Doan mającą na celu transport ropy naftowej do rafinerii co uczyniło go całkiem zamożnym człowiekiem.
W 1866 sprzedał swoje przedsiębiorstwa założone w Monroeville i przeniósł się na Milllionaires Row (obecnie Euclid Avenue) w Cleveland. Tam utworzył The Euclid Avenue National Bank oraz był prezesem Belt Mining Company.
Harkness zainwestował wraz z Henrym Flaglerem i Johnem D. Rockefellerem w spółkę Rockefeller, Andrews & Flagler, poprzedniczkę firmy Standard Oil. Harkness został drugim pod względem wielkości udziałowcem firmy, a sukces firmy uczynił go niezwykle bogatym. Pomimo że uczestniczył w spółce na zasadzie cichego partnerstwa, był członkiem Rady Dyrektorów Standard Oil aż do swojej śmierci w 1888.
Stephen Harkness brał udział w rozwoju Cleveland. Współpracował z Charlesem F. Brushem i Rockefellerem w celu wybudowania Cleveland Arcade, jednej z pierwszych galerii handlowych w Stanach Zjednoczonych, wzorującej się na Galerii Wiktora Emanuela II w Mediolanie.

## Życie prywatne
W 1842 ożenił się z Laurą Osbourne. Mieli troje dzieci:
- Isabellę Harkness (1845–1845)
- Davida Harknessa (1848–1848)
- Lamona Vanderburgha Harknessa (1850–1915)[6][7].

Laura zmarła 24 sierpnia 1852 i została pochowana w Bellevue w stanie Ohio. Dwa lata później Stephen poślubił Annę M. Richardson. Mieli troje dzieci:
- Charlesa Williama Harknessa (1860–1916)[8][9][10]
- Florence Harkness (1864–1895)
- Edwarda Stephena Harknessa (1874–1940)[11][12].

Stephen W. Harkness zmarł na pokładzie swojego jachtu. Stephen i Anna Harknessowie zostali pochowani w Cleveland na cmentarzu Like View obok Johna D. Rockefellera.

## Filantropia
Po śmierci Stephena jego druga żona Anna M. Harkness utworzyła Commonwealth Fund, fundację mającą na celu wspieranie ochrony zdrowia. Pod kierownictwem ich drugiego syna, Edwarda Harknessa, fundacja poczyniła szereg donacji, których wartość przekroczyła 129 milionów dolarów (ekwiwalent 2 miliardów dolarów w 2005). Fundacja była głównym donatorem Nowojorskiej Biblioteki Publicznej, innym razem przyczyniła się do powstania kolekcji sztuki starożytnego Egiptu w Metropolitan Museum of Art.
Edward utworzył także dwie organizacje w Wielkiej Brytanii, Harkness Fellowships oraz w 1930 Pilgrim Trust z kapitalizacją ponad 2 milionów funtów, w podziękowaniu za udział Wielkiej Brytanii w I wojnie światowej oraz w celu podkreślenia związku z krajem jego przodków. Obecne działania Pilgrim Trust mają na celu, ochronę ważnych ze względów historycznych i kulturowych obiektów na terenie Wielkiej Brytanii, promocję sztuki i edukacji.
Inne donacje to: Harkness House, studencka wspólnota na Oberlin College, St. Salvator’s Hall na Uniwersytecie w St Andrews, Harkness Chapel na Connecticut College, Butler Library na Uniwersytecie Columbia. Pani Harkness w celu upamiętnienia jej męża pomogła w utworzeniu jednego z pawilonów szpitala Columbia University Medical Center. Dzięki pomocy Stephena Harknessa powstały domy studenckie przy Uniwersytecie Browna, Harvarda, Yale oraz Connecticut College. Na Uniwersytecie Yale budynki wybudowane dzięki jego pomocy to Memorial Quadrangle, Harkness Tower oraz William L. Harkness Hall. Edward Harkness przekazał środki na utworzenie Yale School of Drama oraz wybudowanie teatru dla tej szkoły.
Fundusze Harknessa zostały także przekazane szeregowi szkół z internatem, wspierając implementację rewolucyjnych metod nauczania (metoda Harknessa) zapoczątkowanych w Phillips Exeter Academy, a później wykorzystywanych w St. Paul’s School, Lawrenceville School oraz w Kongswood-Oxford School w West Harford w stanie Connecticut. Harkness wsparł także swoimi funduszami takie szkoły jak Taft School, Hill School oraz Philips Academy.
Synowie Stephena Harknessa Charles i Edward wraz ze swoim kuzynem Williamem L. Harknessem pomagali także w utworzeniu i wzmocnieniu The Third Society, stowarzyszenia znanego później jako Wolf’s Head Society na Uniwersytecie Yale, w 1883. (Kończyli tę uczelnię: William 1881, Charles 1883, Edward 1897). Rodzina Harknessów dokonała donacji na rzecz wybudowania drugiej siedziby stowarzyszenia na York Street w New Haven w stanie Connecticut.